# Edappally
Edappally es un barrio (ward) principal situado en la ciudad de Cochin, Kerala. Pertenece a la municipalidad de Kalamassery. Es destacado por los centros comericales y las viviendas que se convirtió en uno de los barrios más concurridos de la ciudad.

## Historia
Edappally en el idioma malabar se compone de dos palabras, Eda, que significa "entre" o "en medio de" y Pallykollunna Sthalam, que significa "un lugar donde se alojaban los reyes y los aristócratos". El nombre está relacionado con el Palacio Edappally y los rajas Edappally. En los siglos de XV y XVI, los portugueses se lo refieren como Repelim.

## Instituciones educativas
Edapally es destacado por la Universidad Amrita Vishwa Vidyapeetham con su filial, Amrita School of Medicine, junto con el Hospital Amrita, Kochi.
Las principales instituciones educativas en Edappally son:
- Amrita Vishwa Vidyapeetham
- Escuela secundaria estatal, Edappally
- Escuela secundaria y vocacional estatal, Edappally del norte
- Escuela pública Al Ameen
- Bharathiya Vidya Bhavan, Elamakkara
- Campion School
- Escuela secundaria masculina St. George
- Escuela secundaria femenina St Pius
- Instituto estatal de Formación de Profesores (TTC), Devankulangara.
- Escuela de formación de B. Ed Jai Bharath, Thrikkakara
- Grupo de instituciones ICS India, Edappally toll
- Academia Traum para los idiomas alemán y francés
- Centro Regional de la Universidad MG para Ciencias Informáticas.

## Lugares de culto
- El Templo Edappally Ganapathy es uno de los templos Ganapathy más significantes del estado, visitado por devotos de todo el estado. Se hace referencia al templo en el Aithihya Mala de Kottarathil Sankunni. El horario de visita por la mañana es entre las 5.00 y las 7.30 horas. Los miembros de la familia real de Edappally celebran su adoración después de estas horas, ya que es su templo familiar. Durante la tarde el templo también permanece abierto. Las ofrendas importantes son Ganapati Homam (veneración al dios Ganesha) y Unniyappam (un dulce). Unniyappam se suele reservar con meses de antelación. En este templo, se rompen cocos en la esperanza de tener éxito.
- El templo Perandoor Bhagavathi, el templo Punnakkal Bhagavathy, el templo Thrikkovil Sree Krishna, el templo Ponekkara Bhagavathy, el templo Chandankulangara Sree Krishna Swamy, el templo Edappally Mariyamman, el templo Puthukkulangara Bhagavathi, el templo Puthukkkalavattam Mahadeva o el templo Puthukulangara Mahavishnu en Kunnumpuram Junction, son otros lugares importantes de hinduismo.
- Iglesia foránea católica siro-malabar de San Jorge, Edappally : San Jorge, el cazador de dragones, es el santo patrón. Está bajo el control de la Diócesis católica siro-malabar  de Ernakulam. Adorar en el santuario en camino se considera un buen augurio, incluso para personas de otras religiones.[4] Se ofrecen velas y monedas en la capela frente a la iglesia.
- Blessing Today International Church, Pathadippalam
- La iglesia de nuestra señora de Lourdes, Elamakkara es otro lugar de adoración destacado, que tiene una historia que abarca más de 100 años.
- Iglesia de San Francisco Javier, Ponel, fundada en 1927. El actor de cine que fue ganador del premio Bharat, PJ Antony, está enterrado en el cementerio de la iglesia.
- Mezquita Juma de Edappally

## Lista de zonas residenciales
- Amrita Nagar.[5]
- Ponekkara.[6]
- Elamakkara.[7]

## Transporte
El By-pass de Cochin conecta Edappally con Aroor, una ciudad industrial en el extremo sur de Cochin, y también sirve como la entrada al distrito de Alappuzha. El cruce de Edappally es el extremo norte del by-pass de Cochin que se extiende hasta la ciudad de Aroor. Toda esta ruta se está convirtiendo en un importante centro de negocios y de lujos. El museo de la Historia de Kerala y Escultura también se encuentra en el barrio Pathadipalam de la ciudad. A partir de los 2 kilómetros desde el cruce de Edappally Toll, se dispone de acceso al templo de Thrikkakara por la pista Edappally-Pukattupady.
Dos carreteras nacionales, NH 544 y NH 66, se cruzan al cruce del by-pass de Kochi en Edappally. La carretera NH-66 continúa hasta Panvel, Maharashtra. Edappally también está conectado por ferrocarril, y hay una estación en Edappally. El puente ferroviario de Edappally se inauguró el 4 de febrero de 2012. Este puente facilita a los pasajeros a tener un viaje conveniente mediante la ruta Ernakulam- Guruvayoor (NH 66). El paso elevado de Edappally se construyó en septiembre de 2016 para aliviar el tráfico en el centro de la ciudad.
El siguiente cruce principal después del cruce de Edappally, en el camino a Guruvayur desde Ernakulam, es el cruce de Kunnumpuram. Este cruce es un cruce importante que lleva al instiuto AIMS a la izquierda, al instituto Amrita de Artes y Ciencia a la derecha, y va directamente hacia Parur.
Hay tres estaciones de Kochi Metro en Edappally:
- Estación Edappally, la estación principal de Edappally, se encuentra al lado de Lulu Mall y se puede acceder directamente allí mediante un puente conectado.
- Estación Changampuzha Park, al oeste de la estación Edappally, se encuentra al lado del parque Changampuzha.
- Estación Pathadipalam, al este de la estación Edappally.[10]